# 黑暗傳
《黑暗傳》是流傳于中國神農架地區的漢族民間歌謠唱本，被譽為首部漢族創世神話史詩。大約明代開始流傳，相傳明代有木刻本，但現已失傳。分為開場歌、正文歌、尾歌三部分，七言句為主，以生動通俗的語言敘述了天地開辟、世界形成及人類起源的歷程，包括了盤古、女媧、伏羲等中國古代傳說人物及故事，與中國傳統的史書記述不盡相同。
1984年，《黑暗傳》由神農架林區群藝館館員胡崇峻蒐集整理並于數年后出版。

## 歷史
相傳中國鄂西南地區民間歌師自古有傳唱“四遊八傳神仙歌”的習俗。“四遊”為《東遊記》、《西遊記》、《南遊記》和《北遊記》；“八傳”是《黑暗傳》、《封神傳》、《雙鳳奇緣傳》、《火龍傳》、《說唐傳》、《飛龍傳》、《精忠傳》和《英烈傳》。除《火龍傳》之外的其他11部大歌，均依明代刊行的相應白話小說改編演化而成。
《黑暗傳》最早形成於明末清初，其直接文獻源頭應為明朝的歷史演義白話小說《列國前編十二朝》、《開闢衍繹通俗志傳》和《盤古至唐虞傳》。 這些明朝歷史演義小說則是參照了《路史》、《通鑑續編》與《資治綱鑑正史大全》等史家著作，再加以鋪演發揮寫成。
在神農架地區，喪禮時人們會請歌師“打喪鼓”，也就是唱像這樣的歌辭。《黑暗傳》便是其中之一。